# Жак Берж'є
Жак Берж'є́ (фр. Jacques Bergier, справжнє ім'я Бергер Яків Михайлович; 8 серпня 1912, Одеса, Російська імперія — 23 листопада 1978, Париж, Франція) — французький письменник-фантаст, історик, філософ, журналіст, детектив, хімік, інженер; учасник французького Опору. Автор книги «Ранок магів», що «дала поштовх для виникнення специфічного типу публіцистики (non-fiction), що звертається до суміші квазінаукових новин, окультизму, НЛО, містики, спірітуалізму, астрології тощо». (див. Фантастичний реалізм).

## Біографія
Народився в родині бакалійника Михайла Бергера та колишньої революціонерки Етлі Кременіцької. Стверджував, що є кузеном відомого фізика
Георгія Гамова і якогось Анатолія — учасника групи, яка приводила у виконання наказ про розстріл царської сім'ї в Єкатеринбурзі.
Був обдарованою дитиною, в чотирирічному віці міг легко читати російською, французькою та єврейською мовами. Мав навички швидкочитання, прочитуючи від 4 до 10 книг за день. Ніколи не відвідував школи, займаючись з вчителями приватно.
У 1920 році, через погроми в Громадянську війну сім'я Бергерів була змушена виїхати з Одеси до Кременця, на батьківщину Етлі. Яків став відвідувати єврейську школу і був у захваті від вивчення кабали. Крім цього вивчав математику, фізику, німецьку та англійську мови, перечитував все, що міг дістати, але особливо його захоплювала наукова фантастика.
У 1925 році родина переїхала до Франції. Яків Бергер закінчує ліцей Сен-Луї і Вищу хімічну школу в Парижі, у 1936 р. стає асистентом фізика Андре Хельбронера, який був убитий гестапівцями в кінці Другої світової війни. Вони спільно займалися дослідженнями гальмування електронів у важкій воді. Працюючи в галузі ядерних досліджень, Берж'є все глибше занурюється у світ містики і алхімії. Пізніше він заявив, що в 1937 р. зустрівся з Фулканеллі, і нібито здійснив алхімічне перетворення натрію в берилій.
Під час Другої Світової війни брав участь в русі Опору в Ліоні. Завдяки роботі підрозділу, де служив Берж'є, вдалося з'ясувати координати німецького ракетного центру в Пенемюнде і провести його бомбардування в 1943 р.. 23 листопада 1943 він був заарештований Гестапо і підданий тортурам. З березня 1944 р. — в'язень концтабору Маутхаузен. Звільнено союзниками в лютому 1945 р.
Після звільнення став працювати в Direction générale des études et recherches — спецслужбі, зайнятої пошуками ядерних технологій в Німеччині, де працював більшу частину 1945 р.. Їм вдалося захопити видатного авіаконструктора Віллі Мессершмідта і готові ракети Фау-1 і Фау-2. Оскільки Берж'є працював в англійській контррозвідці, він спілкувався з Яном Флемінгом, і навіть стверджував, що подарував йому образ Джеймса Бонда.
Після 1950 р. Берж'є вирішив змінити рід діяльності, ставши французьким кореспондентом журналу фантастики Weird Tales i запропонував видавцеві Роберу Лафон видати серію французьких перекладів фантастичної літератури, але проект провалився. У 1954 р. він познайомився з Луї Повелем, у співавторстві з яким в 1960 р. видав свою головну роботу — «Ранок магів». З 1961 р. видавав журнал «Планета» (спільно з Повелем і Франсуа Ришарда).

## Найвідоміші книги

### «Промислове шпигунство»
Перед очима читача пройде вся історія промислового шпигунства, починаючи із Стародавнього Китаю і закінчуючи сьогоденням. У книзі розповідається про методи, до яких вдаються монополії, щоб дізнатися таємниці своїх конкурентів. Ця книга, що включає велику кількість цікавих фактів і не менш цікавих висновків, написана жваво і захоплююче.

### «Прокляті книги»
Фантастичним маренням уявляється здається Священний союз, створений спеціально для того, щоб знищити знання, що століттями зберігалося в таємниці від людства. І тим не менш таке припущення не більш фантастичне, ніж ідея великої нацистської змови. Тільки тепер ми починаємо розуміти, наскільки бездоганно був організований Чорний орден, як багато людей приєдналося до нього по всьому світу і до якої міри ця змова була близькою до успіху. Тому не слід заздалегідь відкидати гіпотезу існування більш давньої змови…

### «Ранок магів»
Стародавні цивілізації і реалії XX століття. Чорний Орден СС і розенкрейцери, гори Тибету і джунглі Америки, геніальні прозріння і фантастичні містифікації, алхімія, безсмертя і перспективи людства. Великі Посвячені і Атлантида, — з усім цим ви зустрінетеся, відкривши книгу. А відкривши, точно не зможете відірватися, адже там скрізь: таємниці, таємниці, та ще раз таємниці…
Не буде перебільшенням сказати, що  книга «Ранок магів» витримала найголовніше випробування — випробування часом. У своєму жанрі. Це вже класика, так само, як і класичним став підхід авторів: бачення Світу, цього нашого світу, — через дивовижне, крізь призму «фантастичного реалізму».